# Saint-Romain-de-Colbosc
Saint-Romain-de-Colbosc és un municipi francès situat al departament del Sena Marítim i a la regió de Normandia. L'any 2007 tenia 3.832 habitants.

## Demografia

### Població
El 2007 la població de fet de Saint-Romain-de-Colbosc era de 3.832 persones. Hi havia 1.536 famílies de les quals 465 eren unipersonals (140 homes vivint sols i 325 dones vivint soles), 502 parelles sense fills, 441 parelles amb fills i 128 famílies monoparentals amb fills.
La població ha evolucionat segons el següent gràfic:
Habitants censats

### Habitatges
El 2007 hi havia 1.650 habitatges, 1.579 eren l'habitatge principal de la família, 16 eren segones residències i 55 estaven desocupats. 1.129 eren cases i 462 eren apartaments. Dels 1.579 habitatges principals, 860 estaven ocupats pels seus propietaris, 666 estaven llogats i ocupats pels llogaters i 53 estaven cedits a títol gratuït; 78 tenien una cambra, 143 en tenien dues, 316 en tenien tres, 419 en tenien quatre i 622 en tenien cinc o més. 1.007 habitatges disposaven pel capbaix d'una plaça de pàrquing. A 726 habitatges hi havia un automòbil i a 602 n'hi havia dos o més.

### Piràmide de població
La piràmide de població per edats i sexe el 2009 era:
| Homes | Edats   | Dones |
| ----- | ------- | ----- |
| 0     | 95 o +  | 16    |
| 8     | 90 a 94 | 40    |
| 32    | 85 a 89 | 68    |
| 20    | 80 a 84 | 60    |
| 80    | 75 a 79 | 108   |
| 76    | 70 a 74 | 96    |
| 124   | 65 a 69 | 104   |
| 88    | 60 a 64 | 148   |
| 104   | 55 a 59 | 96    |
| 108   | 50 a 54 | 152   |
| 112   | 45 a 49 | 104   |
| 96    | 40 a 44 | 108   |
| 168   | 35 a 39 | 140   |
| 144   | 30 a 34 | 136   |
| 124   | 25 a 29 | 120   |
| 120   | 20 a 24 | 92    |
| 136   | 15 a 19 | 96    |
| 136   | 10 a 14 | 124   |
| 152   | 5 a 9   | 96    |
| 96    | 0 a 4   | 120   |

## Economia
El 2007 la població en edat de treballar era de 2.192 persones, 1.554 eren actives i 638 eren inactives. De les 1.554 persones actives 1.440 estaven ocupades (782 homes i 658 dones) i 114 estaven aturades (48 homes i 66 dones). De les 638 persones inactives 249 estaven jubilades, 191 estaven estudiant i 198 estaven classificades com a «altres inactius».

### Ingressos
El 2009 a Saint-Romain-de-Colbosc hi havia 1.554 unitats fiscals que integraven 3.634 persones, la mediana anual d'ingressos fiscals per persona era de 18.787 €.

### Activitats econòmiques
Dels 262 establiments que hi havia el 2007, 3 eren d'empreses extractives, 5 d'empreses alimentàries, 1 d'una empresa de fabricació de material elèctric, 3 d'empreses de fabricació d'elements pel transport, 18 d'empreses de fabricació d'altres productes industrials, 22 d'empreses de construcció, 52 d'empreses de comerç i reparació d'automòbils, 4 d'empreses de transport, 16 d'empreses d'hostatgeria i restauració, 5 d'empreses d'informació i comunicació, 17 d'empreses financeres, 16 d'empreses immobiliàries, 39 d'empreses de serveis, 45 d'entitats de l'administració pública i 16 d'empreses classificades com a «altres activitats de serveis».
Dels 61 establiments de servei als particulars que hi havia el 2009, 1 era una oficina d'administració d'Hisenda pública, 1 gendarmeria, 1 oficina de correu, 7 oficines bancàries, 1 funerària, 4 tallers de reparació d'automòbils i de material agrícola, 1 taller d'inspecció tècnica de vehicles, 2 autoescoles, 1 paleta, 1 guixaire pintor, 2 fusteries, 10 lampisteries, 4 electricistes, 1 empresa de construcció, 7 perruqueries, 1 veterinari, 6 restaurants, 7 agències immobiliàries, 1 tintoreria i 2 salons de bellesa.
Dels 24 establiments comercials que hi havia el 2009, 2 eren supermercats, 4 fleques, 5 carnisseries, 1 una botiga de congelats, 1 una peixateria, 1 una llibreria, 2 botigues d'equipament de la llar, 1 una botiga d'equipament de la llar, 1 una sabateria, 1 una botiga d'electrodomèstics, 1 una botiga de material de revestiment de parets i terra i 4 floristeries.
L'any 2000 a Saint-Romain-de-Colbosc hi havia 14 explotacions agrícoles que ocupaven un total de 695 hectàrees.

## Equipaments sanitaris i escolars
El 2009 hi havia 1 hospital de tractaments de curta durada, 1 hospital de tractaments de mitja durada (seguiment i rehabilitació, 1 un hospital de tractaments de llarga durada i 3 farmàcies.
El 2009 hi havia 1 escola maternal i 1 escola elemental. Saint-Romain-de-Colbosc disposava d'un col·legi d'educació secundària amb 864 alumnes.

## Poblacions més properes
El següent diagrama mostra les poblacions més properes.